# 威廉·亨利·弗赖
威廉·亨利·弗赖（英語：William Henry Fry，1813年8月10日—1864年12月21日），美国作曲家、乐评家，美国古典音乐创作的先驱者之一。他创作了美国最早的重要歌剧《莱奥诺拉》，也是美国最早为大型管弦乐队写作的作曲家。他的《圣诞老人交响曲》有可能是历史上最早把萨克斯风用进管弦乐队的尝试。他也热情支持其他美国作曲家的创作。